# Осми конгрес СКЈ
Осми конгрес Савеза комуниста Југославије одржан је од 7. до 13. децембра 1964. у Дому синдиката Југославије у Београду. Поред 1.442 делегата и гостију из земље, Осмом конгресу СКЈ су присуствовали представници 30 комунистичких, социјалистичких и других прогресивних партија и покрета из 27 земаља света.

## Рад Конгреса
Конгрес је радио по следећем дневном реду:
- Извештај о раду Централног комитета и Централне ревизионе комисије СКЈ од Седмог до Осмог конгреса
- Улога Савеза комуниста у даљој изградњи социјалистичких друштвених односа и актуелни проблеми у међународном радничком покрету и борби за мир и социјализам у свету – референт Јосип Броз Тито
- Друштвено-економски задаци привредног развоја у наредном периоду – референт Едвард Кардељ
- Актуелна питања даљег рада и улоге Савеза комуниста Југославије – референт Александар Ранковић
- Идејна кретања на садашњем степену нашег развоја и задаци СКЈ – референт Вељко Влаховић
- О изменама и допунама Статута СКЈ – референт Лазар Колишевски
- Усвајање Резолуције Осмог конгреса о наредним задацима СКЈ
- Избор Централног комитета СКЈ и других органа Конгреса
- Разно

Дискусија о извештају о раду Централног комитета и Централне ревизионе комисије СКЈ и о рефератима вођена је у пленуму и четири комисије:
- Комисија за друштвено-економски развој
- Комисија за актуелна питања даљег рада и улоге СКЈ
- Комисија за идејна питања на садашњем степену нашег развоја
- Комисија за међународне проблеме и међународни раднички покрет

У дискусији је узело учешћа 210 делегата, док је 67 делегата предало своје прилоге дискусији писмено.
Пошто је усвојио Извештај о раду Централног комитета и Централне ревизионе комисије СКЈ, Конгрес је дао разрешницу Централном комитету. Конгрес је донео нови Статут СКЈ и усвојио Резолуцију Осмог конгреса о наредним задацима Савеза комуниста Југославије. У нови Централни комитет СКЈ изабрано је 155 чланова, у Контролну комисију 25 и у Ревизиону комисију 15 чланова.
Непосредно после завршетка рада Осмог конгреса одржан је Први пленум новоизабраног Централног комитета на коме је Александар Ранковић поднео реферат о методу рада и организовању помоћних тела ЦК СКЈ. Пленум је поново изабрао Јосипа Броза Тита за генералног секретара СКЈ, затим Извршни комитет и секретаре Централног комитета.

## Чланови ЦК СКЈ
- Чланови Централног комитета СКЈ, изабрани на Осмом конгресу:

Роман Албрехт, Никола Андрић, Риста Антуновић, Виктор Авбељ, Спасенија Цана Бабовић, Томислав Бадовинац, Владимир Бакарић, Милутин Балтић, Марко Белинић, Мухамед Берберовић, Анка Берус, Антун Бибер, Срећко Бијелић, Стојан Бјелајац, Јаков Блажевић, Јани Бојчевски, Тоне Боле, Иван Божичевић, Хасан Бркић, Звонко Бркић, Јосип Броз Тито, Крсто Булајић, Норберт Вебер, Вели Дева, Андреј Вербић, Јован Веселинов, Добривоје Видић, Јанез Випотник, Перка Виторовић, Вељко Влаховић, Вања Врањицан, Милан Вукасовић, Светозар Вукмановић, Страхил Гигов, Киро Глигоров, Иван Гошњак, Александар Грличков, Савка Дабчевић-Кучар, Угљеша Даниловић, Оскар Давичо, Павле Давков, Ема Дероси Бјелајац, Иван Долничар, Стеван Дороњски, Милојко Друловић, Рато Дугоњић, Веселин Ђурановић, Блажо Ђуричић, Јоже Жохар, Симеон Затезало, Вељко Зековић, Борис Зихерл, Марија Зекић-Мишколци, Азем Зулфичари, Вјекослав Иванчић, Алберт Јакопич, Ђурица Јојкић, Блажо Јовановић, Нико Јуринчић, Анте Јурјевић, Осман Карабеговић, Едвард Кардељ, Стане Кавчич, Данило Кекић, Руди Колак, Лазар Колишевски, Славко Комар, Перо Косорић, Душанка Ковачевић, Вељко Ковачевић, Иван Стево Крајачић, Борис Крајгер, Сергеј Крајгер, Отмар Креачић, Тодо Куртовић, Мирко Лацковић, Франц Лескошек, Војин Лукић, Никола Љубичић, Иван Мачек, Борис Мајер, Драгиша Максимовић, Миха Маринко, Мома Марковић, Велимир Матић, Петар Матић, Вељко Мићуновић, Цвијетин Мијатовић, Драган Милојевић, Славко Милосавлевски, Никола Миљанић, Никола Минчев, Милка Минић, Милош Минић, Ико Мирковић, Лазар Мојсов, Душан Мугоша, Милијан Неоричић, Марко Никезић, Марјан Орожен, Богдан Осолник, Ђоко Пајковић, Мирослав Печујлић, Дане Петковски, Душан Петровић, Крсто Попивода, Франце Попит, Коча Поповић, Милентије Поповић, Владимир Поповић, Милосав Прелић, Ђуро Пуцар Стари, Илија Рајачић, Александар Ранковић, Милан Рукавина, Ђура Савовић, Кемал Сејфула, Никола Секулић, Танкосава Симић, Вајо Скенџић, Видоје Смилевски, Петар Стамболић, Драги Стаменковић, Бошко Станковски, Светислав Стефановић, Велимир Стојнић, Драго Стојовић, Францка Стрмоле, Анто Сучић, Борко Темелковски, Геза Тиквицки, Мијалко Тодоровић, Људевит Томић, Вида Томшич, Мика Трипало, Доброслав Ћулафић, Загорка Умичевић, Киро Хаџивасилев, Фадиљ Хоџа, Авдо Хумо, Марин Цетинић, Богдан Црнобрња, Крсте Црвенковски, Маријан Цветковић, Родољуб Чолаковић, Ристо Џунов, Мустафа Шабић, Јефто Шашић, Михаило Швабић, Лидија Шентјурц, Бошко Шиљеговић, Будислав Шошкић, Пал Шоти, Мика Шпиљак и Али Шукрија.
- Чланови Извршног комитета ЦК СКЈ, изабрани на Осмом конгресу:

Владимир Бакарић, Јосип Броз Тито, Јован Веселинов, Вељко Влаховић, Светозар Вукмановић Темпо, Иван Гошњак, Блажо Јовановић, Едвард Кардељ, Лазар Колишевски, Борис Крајгер, Миха Маринко, Цвијетин Мијатовић, Ђоко Пајковић, Ђуро Пуцар, Александар Ранковић, Петар Стамболић, Мијалко Тодоровић, Крсте Црвенковски и Мика Шпиљак.
- Чланови Контролне комисије СКЈ, изабрани на Осмом конгресу:

Вера Ацева, Саво Брковић, Олга Врабич, Живко Жижић, Стјепан Ивић, Владо Јанић Цапо, Стево Јаковина, Казимир Јеловица, Бранислав Јоксовић, Хајро Капетановић, Анто Кљујић, Иљаз Куртеши, Ђорђе Лазић, Стане Маркич, Андрија Мугоша, Грујо Новаковић, Мирко Поповић, Јелица Радојчевић, Пашко Ромац, Јанко Рудолф, Ида Сабо, Јанез Стерниша, Ћамуран Тахири, Војо Тодоровић и Илија Топаловски.
- Чланови Ревизионе комисије СКЈ, изабрани на Осмом конгресу:

Милан Вижинтин, Милован Динић, Перо Дјетелић, Момчило Драговић, Никола Ђаконовић, Радојка Катић, Вукосава Мићуновић, Митре Миновски, Зорка Першић, Стјепан Пуклек, Мићо Ракић, Божо Раковић, Гојко Секуловски, Илија Тепавац и Милка Шћепановић.